# Pareiasaurus
A Pareiasaurus a hüllők (Reptilia) osztályának a Procolophonomorpha rendjébe, ezen belül a Pareiasauridae családjába tartozó nem.

## Tudnivalók
A Pareiasaurus egy kihalt neme az anapsida hüllőknek, amely a perm korban élt. A Pareisaurus körülbelül 2,5 méter hosszú volt.
A Pareiasaurus egy nagy, négylábú, kissé görbehátú állat volt. Lábai elefántszerűek voltak. Koponyáján néhány tüske és dudor ült. Az állat levél alakú fogai alkalmasak voltak a száraz, szívós növények szöveteinek harapására. E növényevőnek még a szájpadlásán is ültek fogak.

## Rendszerezés
A nembe az alábbi fajok tartoznak:
- Pareiasaurus nasicornis (Haughton & Boonstra, 1929)
- Pareiasaurus peringueyi (Haughton & Boonstra, 1929)
- Pareiasaurus serridens (Owen, 1876) - típusfaj

## Fordítás
Ez a szócikk részben vagy egészben  a   Pareiasaurus című angol Wikipédia-szócikk ezen változatának fordításán alapul.  Az eredeti cikk szerkesztőit annak laptörténete sorolja fel. Ez a jelzés csupán a megfogalmazás eredetét és a szerzői jogokat jelzi, nem szolgál a cikkben szereplő információk forrásmegjelöléseként.